# Kościół Najświętszego Serca Pana Jezusa w Grzybnie
Kościół Najświętszego Serca Pana Jezusa w Grzybnie – rzymskokatolicki kościół parafialny należący do parafii pod tym samym wezwaniem (dekanat Jabłonowo Pomorskie diecezji toruńskiej).
Jest to świątynia murowana z cegły postawiona na kamiennym cokole w stylu neogotyckim wybudowana w latach 1896–1898. Kościół służył miejscowym ewangelikom do czasu wypędzenia ludności niemieckiej po zakończonych działaniach wojennych II wojny światowej mniej więcej do roku 1944/1945. Przez dwa kolejne lata kościół był nieużytkowany i stał się przedmiotem kradzieży i dewastacji. W tym czasie zniszczone zostały m.in. organy. W 1947 roku dawny zbór został przekazany katolikom na ich cele duszpasterskie. Początkowo opiekę duszpasterską nad kościołem i wiernymi z Grzybna i okolic sprawowali franciszkanie z Brodnicy, później świątynia została mianowana filią parafii w Bobrowie. W czerwcu 1971 roku ks. Stanisław Szczepański został mianowany nowym rektorem kościoła, na mocy uprawnień otrzymanych od biskupa chełmińskiego Kazimierza Kowalskiego sprawował obowiązki duszpasterskie wobec parafian Bobrowa z wsi Grzybno, wsi Kruszyny Szlacheckie oraz kilku rodzin z wsi Wichulec. Do kościoła przychodzili również mieszkańcy wsi Drużyny z parafii Mszano, mający znacznie bliższą i dogodniejszą drogę do tej świątyni. Taka sytuacja trwała do 1 listopada 1978 roku, kiedy to biskup chełmiński Bernard Czapliński erygował (czyli utworzył) w Grzybnie nową parafię pod wezwaniem Najświętszego Serca Pana Jezusa.